# Hosni Mubarak
Muhammad Hosni Sayyd Mubarak (în arabă حسنى  مبارك; n. 4 mai 1928, Kafr el-Muṣīlḥa منوفيه⁠(d), Shibin Al Kawm⁠(d), Al Minufiyah, Egipt – d. 25 februarie 2020, Cairo, Egipt) a fost cel de-al IV-lea președinte al Egiptului din 14 octombrie 1981 după ce președintele Anwar Sadat fusese asasinat la data de 6 octombrie, 1981. A demisionat în ziua de 11 februarie 2011, în urma unor îndelungi proteste. A stat 30 ani în fruntea guvernului egiptean și a fost șef al Partidului Național Democratic.

## Viața personală
A urmat cursurile unei academii de aviație sovietice și având funcția de comandant al forțelor aeriene (1972)
Hosni Mubarak a fost căsătorit cu Suzanne Mubarak și a avut doi fii: Alaa și Gamal. Ambii fii au fost închiși patru ani în închisoare egipteană pentru corupție și au fost eliberați în 2015. De la primul fiu al său Alaa, Mubarak a avut doi nepoți, Muhammed și Omar; iar de la al doilea fiu Gamal, a avut o nepoată Farida. Muhammad a murit în 2009 din cauza unei hemoragii cerebrale.